# Macromya depressa
Macromya depressa är en tvåvingeart som beskrevs av Robineau-desvoidy 1830. Macromya depressa ingår i släktet Macromya och familjen parasitflugor. Inga underarter finns listade i Catalogue of Life.